# Warwick
Warwick (IPA: 'wɔrik, 25434 ab.) è una città di mercato e parrocchia civile del Regno Unito, capoluogo della contea inglese del Warwickshire.
La cittadina si trova sul fiume Avon, circa 18 km a sud di Coventry e 4 km ad ovest di Leamington Spa.
Spesso il nome Warwick viene associato con l'Università di Warwick, anche se essa, pur essendo nelle vicinanze di Warwick, si trova nel territorio della città di Coventry.
Vi si trova il Castello di Warwick, di notevole interesse storico.
La regina consorte d'Inghilterra Anna Neville vi nacque nel 1456.

## Amministrazione

### Gemellaggi
- Saumur, Francia
- Verden, Germania
- Warwick (Queensland), Australia
- Warwick (Rhode Island), Stati Uniti
- Warwick (New York), Stati Uniti